# Frontière entre l'Iran et Oman
La frontière entre l'Iran et Oman est entièrement maritime et elle est d'importance stratégique pour l'accès à la Mer Rouge.
Un premier traité signé en 1974 définit la séparation dans le détroit d'Ormuz avec la péninsule de Musandam qui forme une enclave au sultanat. Il faudra attendre 40 ans plus tard pour avoir un accord sur le golfe d'Oman.

## Détroit d'Ormuz
En juillet 1974, un traité fut formalisé avec une ligne de démarcation en 22 points.
- Point (0) : 26° 14′ 45″ N, 55° 42′ 15″ E
- Point (1) est le point le plus occidental qui est l'intersection de la ligne géodésique tracée entre le point (0) et le point (2) avec la

ligne de démarcation au large entre Oman et Ras Al Khaimah
- Point (2) : 26° 16′ 35″ N, 55° 47′ 45″ E
- Point (3) : 26° 18′ 50″ N, 55° 52′ 15″ E
- Point (4) : 26° 28′ 40″ N, 56° 06′ 45″ E
- Point (5) : 26° 31′ 05″ N, 56° 08′ 35″ E
- Point (6) : 26° 32′ 50″ N, 56° 10′ 25″ E
- Point (7) : 26° 35′ 25″ N, 56° 14′ 30″ E
- Point (8) : 26° 35′ 35″ N, 56° 16′ 30″ E
- Point (9) : 26° 37′ 00″ N, 56° 19′ 40″ E situé à 12 miles de Larak
- Point (10) : 26° 42′ 15″ N, 56° 33′ 00″ E situé à 12 miles de Larak
- Point (11) : 26° 44′ 15″ N, 56° 41′ 00″ E
- Point (12) : 26° 41′ 35″ N, 56° 44′ 00″ E
- Point (13) : 26° 39′ 40″ N, 56° 45′ 15″ E
- Point (14) : 26° 35′ 15″ N, 56° 47′ 45″ E
- Point (15) : 26° 25′ 15″ N, 56° 47′ 30″ E
- Point (16) : 26° 22′ 00″ N, 56° 48′ 05″ E
- Point (17) : 26° 16′ 30″ N, 56° 47′ 50″ E
- Point (18) : 26° 11′ 35″ N, 56° 48′ 00″ E
- Point (19) : 26° 03′ 05″ N, 56° 50′ 15″ E
- Point (20) : 25° 58′ 05″ N, 56° 49′ 50″ E
- Point (21) : 25° 45′ 20″ N, 56° 51′ 30″ E
- Point (22) est le point le plus au sud situé à l'intersection de la ligne de démarcation géodésique tirée du point (21) à un angle d'azimut de 190° et de la ligne de démarcation au large entre Oman et Charjah.

## Golfe d'Oman
En juillet 1974, un traité fut formalisé avec une ligne de démarcation en 55 points ,